# ويليام داير
ويليام داير (بالإنجليزية: William Dyer)‏ (1805 - 17 يونيو 1865) هو لاعب كريكت بريطاني (وحمل سابقاً جنسية المملكة المتحدة لبريطانيا العظمى وأيرلندا).